# Dong Jue
Pour les articles homonymes, voir Jue.
Dong Jue (204-263), officier des Shu. Prisé par Zhuge Liang, il fut reconnu par sa pensée prudente et convenable. Avec Fan Jian, il fut actif dans les campagnes militaires du sud en tant qu’Inspecteur de l’Armée. 
Lorsque Zhuge Liang mena sa première campagne militaire contre les Wei en l’an 227, Dong Jue fut nommé Chef-Greffier. Quand Zhuge Liang tomba malade dans sa troisième campagne militaire contre les Wei, Dong Jue, de même que Fan Jian, furent tenus de garder son départ vers Hanzhong dans le plus grand secret. Entre-temps, Dong Jue devint Maître des Archives et après la mort de Zhuge Liang, il fut promu Superviseur des Maîtres des Écrits et Préfet des Maîtres des Écrits. Quand le Royaume des Shu fut envahi par les Wei, il amena 20 000 troupes à la Passe du Sabre et accueillit Jiang Wei, puis ensemble, ils défendirent la passe avec succès. Toutefois, les Shu furent tout de même anéantis et en l’an 264, Dong Jue se rendit à Luoyang et fut promu Chancelier de l’État et Cavalier Servant à titre Régulier pour les Wei. 
Il retourna dans l’ancien Royaume des Shu, mais perdit le goût de vivre et mourut de chagrin peu de temps après.

## Informations complémentaires